# Cedd
Cedd (auch Cedde, Ceddi oder Ceadwalla; * um 620; † 26. Oktober 664) war ein angelsächsischer Missionar, Bischof und Abt. Er wird als Heiliger verehrt.

## Leben
Cedd und seine Brüder Chad (Ceadda), Cynebill und Cælin stammten aus Northumbria. Gemeinsam mit seinen Brüdern wurde er im Kloster Lindisfarne von Abt Aidan (635–651) in der iro-schottischen Tradition zum Mönch und Geistlichen ausgebildet. Nachdem Peada, der Sohn und Mitregent des Königs Penda, durch Finan von Lindisfarne 653 in der Nähe des Hadrianswalls getauft worden war, begleiteten die Missionare Cedd, Adda, Betti und Diuma ihn aus Northumbria zu den Mittelangeln.

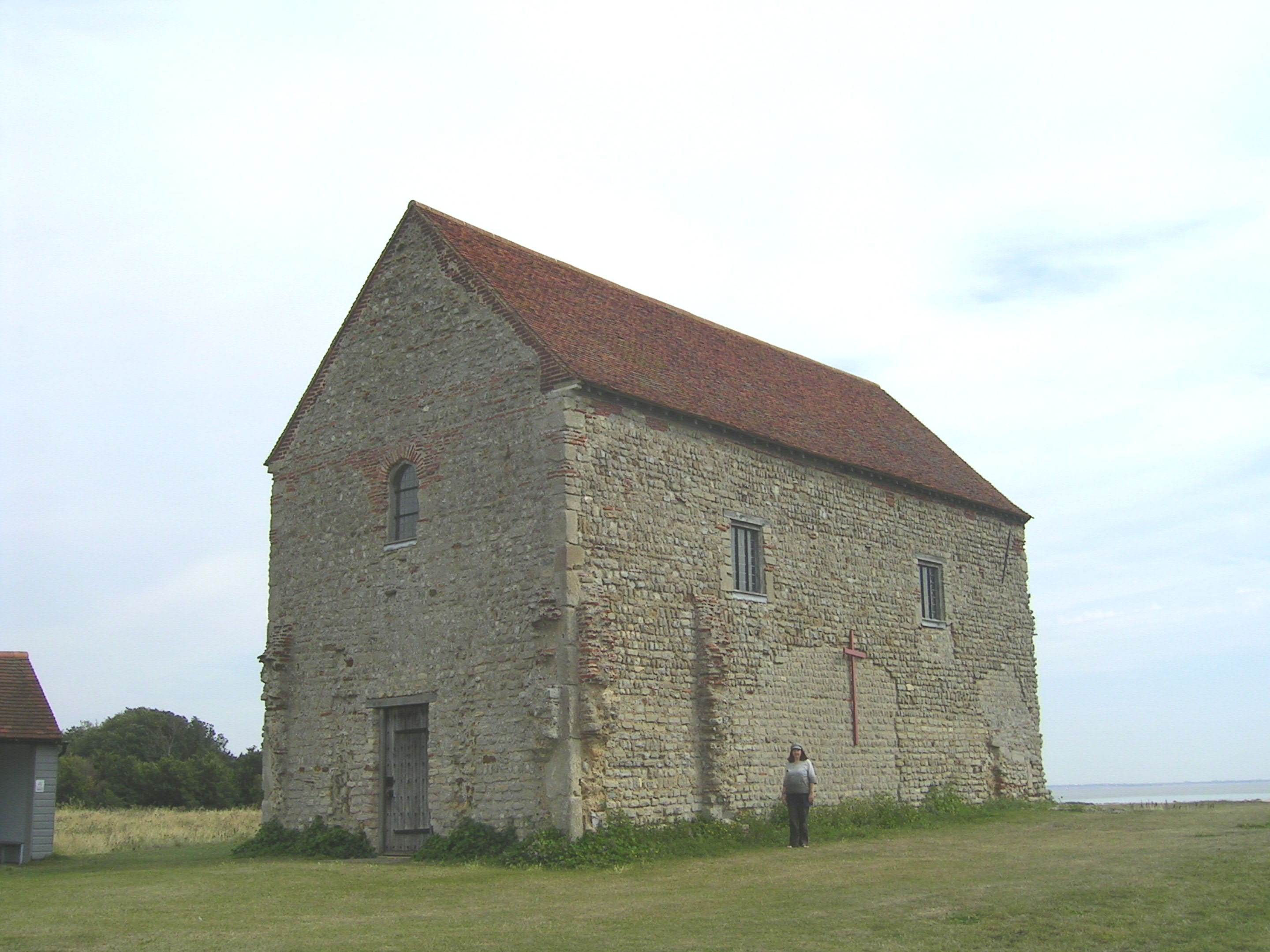
Kirche St. Peter-on-the-Wall bei Bradwell on Sea aus dem 7. Jh.

Noch im selben Jahr (653) wurde Cedd mit einem weiteren Priester auf Wunsch des Königs Sigeberht II. von Essex von Oswiu nach Essex gesandt, wo er erfolgreich missionierte. Seine Erfolge waren so groß, dass er anlässlich eines Besuchs in Lindisfarne von Finan zum Bischof der Ostsachsen ordiniert wurde. Nach seiner Rückkehr nach Essex ordinierte er zu seiner Unterstützung weitere Priester und Diakone und setzte seine Tätigkeit in den von ihm gegründeten klösterlichen Missionszentren Ythancaestir und Tilaburg (Tilbury) fort. Ythancaestir wurde auf und aus den Resten des römischen Kastells Othona bei Bradwell on Sea errichtet. Die noch heute genutzte Kirche St. Peter-on-the-Wall wurde von Cedd unter Einbeziehung der alten Wehrmauer gebaut, woher sie ihren Namen hat. Cedd hatte keinen festen Bischofssitz. London, das spätere Zentrum des Bistums, wurde im Zusammenhang mit Cedd noch nicht erwähnt.
Æthelwald von Deira stellte im Jahr 658 Land für den Bau eines Klosters zur Verfügung. Cedd und seine Brüder Chad und Cynebill gründeten das northumbrische Kloster Læstingaeu (Lastingham, Yorkshire), das Cedd als Abt neben seiner Bischofstätigkeit in Essex leitete. Æthelwald von East Anglia war Taufpate des Königs Swithhelm von Essex, als der um 661 in Rendelsham, dem Königssitz East Anglias, von Bischof Cedd getauft wurde.
Im Jahr 664 nahm Cedd als Dolmetscher an der Synode von Whitby teil, die bestehende Differenzen zwischen dem römischen und iro-schottischen Ritus ausräumen sollte. Cedd beugte sich dem Beschluss der Synode und vertrat nunmehr den römischen Ritus. Cedd besuchte das Kloster in Lastingham. Dort starb er am 26. Oktober an einer Seuche, die in ganz Britannien ausgebrochen war. Er wurde zunächst auf dem Klosterfriedhof beigesetzt. Nachdem die Klosterkirche fertiggestellt war, fand er seine letzte Ruhestätte neben dem Altar.

## Verehrung
Sein Festtag wird am 7. Januar begangen. In der Ikonografie wird Cedd als Bischof mit Abendmahlskelch und Krummstab dargestellt. Auch die gemeinsame Darstellung mit den Heiligen Chad und Diuma ist gebräuchlich.